# Verwaltungsgemeinschaft Bad Kohlgrub
Die Verwaltungsgemeinschaft Bad Kohlgrub im oberbayerischen Landkreis Garmisch-Partenkirchen wurde im Zuge der Gemeindegebietsreform am 1. Mai 1978 gegründet. Ihr gehörten die Gemeinden Bad Kohlgrub, Bayersoien und Saulgrub an. Sitz der Verwaltungsgemeinschaft war Bad Kohlgrub. 
Mit Wirkung ab 1. Januar 1980 wurde die Gemeinde Bad Kohlgrub entlassen. Der Sitz der Verwaltungsgemeinschaft wurde nach Saulgrub verlegt und der Name in „Verwaltungsgemeinschaft Saulgrub“ geändert.